# Nimbus (nor)

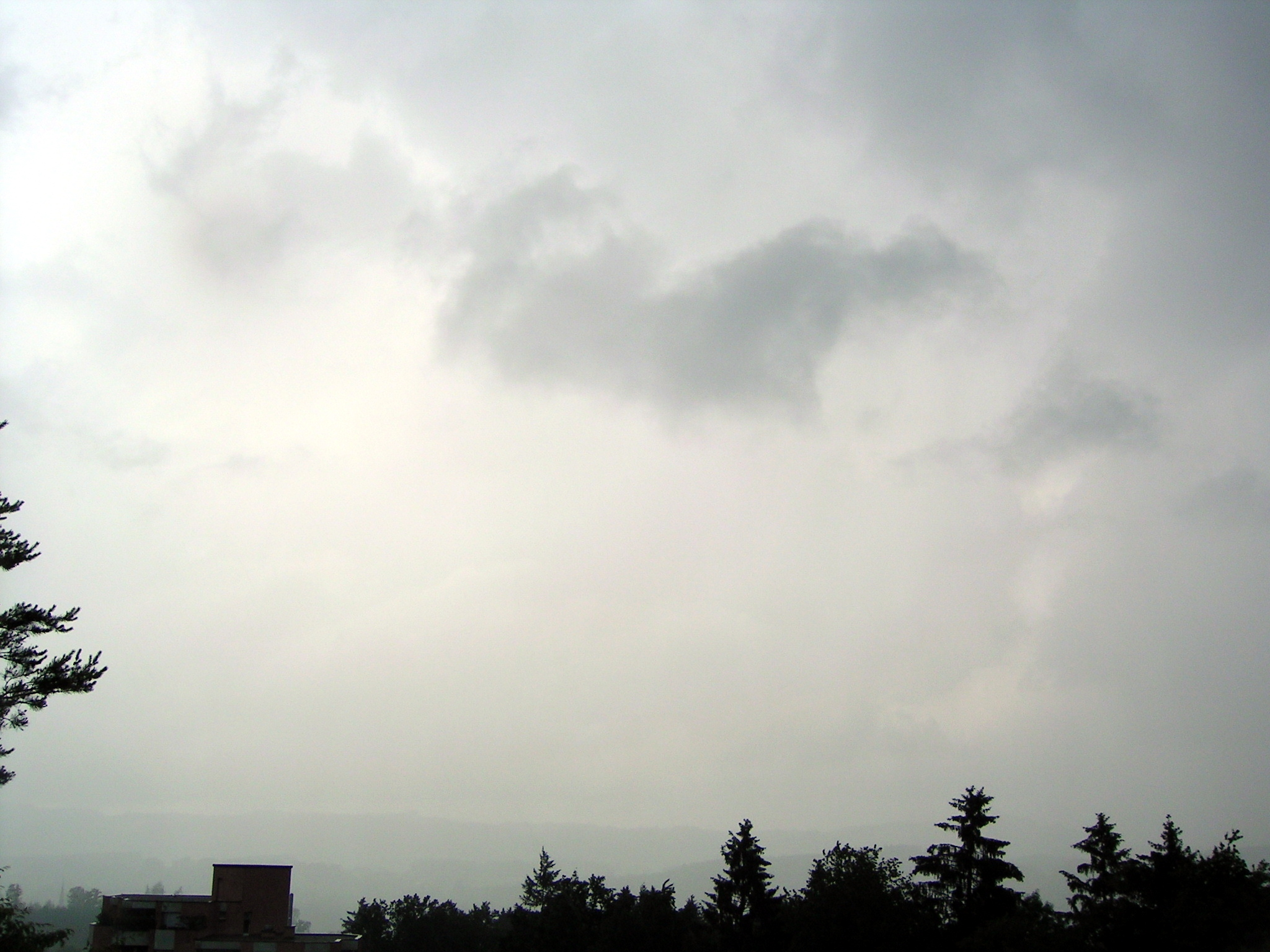
Nori nimbostratus de precipitaţii

Norii Nimbus sunt nori groși de înălțime medie și joasă, în culori sumbre și cu bază neregulată, constituiți în general din picături de apă și care produc deseori precipitații. De obicei precipitațiile ajung la sol sub formă de ploaie, grindină sau zăpadă. Cu toate acestea, precipitațiile nu sunt obligatorii; ele se pot evapora producând fenomenul virga. Acești nori închid cerul și nu lasă lumina soarelui să-i străbată din cauza densității și grosimii foarte mari.

## Etimologie
Nimbus este un cuvânt latin care înseamnă „nor de ploaie” sau „furtună cu ploaie”. Prefixul „nimbo” sau sufixul „nimbus” indică un nor de precipitații; de exemplu, un nimbostratus este un nor stratus de precipitații, iar norul cumulonimbus este un nor cumulus cu precipitații.

## Clasificare
După norii cu care s-au format și înălțimea lor în atmosferă sunt clasificați astfel:
- Cumulonimbus: nori nimbus cu nori cumulus, cu creștere mare pe verticală, formați din grupuri de nori în mijlocul  și în părțile inferioare ale atmosferei;
- Nimbostratus : nori nimbus cu nori stratus, cu creștere mare pe orizontală, formați din straturi în părțile inferioare ale atmosferei cu grosime și întindere foarte mare.

Asociați cu norii cumulus anunță furtună și ploaie trecătoare, sau furtună iminentă, ploaie în averse și descărcări electrice. Norii nimbostratus pot aduce rapid vijelie, averse, grindină, fulgere și trăsnete.